# Zpětné lomítko
Zpětné lomítko (\) je typografický znak, zrcadlový obraz běžného lomítka používaný hlavně v oblasti výpočetní techniky. V Unicode má zkratku U+005C \ REVERSE SOLIDUS.

## Historie
Bob Bemer představil 18. září 1961 zpětné lomítko jako jeden ze znaků ASCII. Zpětné lomítko bylo také užíváno pro znaky některých logických operací (/\ – ∧ – konjunkce; \/ – ∨ – disjunkce).

## Použití
V matematice se používá jako znak formálního zápisu doplňku množiny.
Například: pro iracionální čísla:
{\displaystyle x\in \mathbb {R} \setminus \mathbb {Q} }
Ve formátech jako např. RTF nebo Mathematica zpětné lomítko uvozuje symbol, term nebo element.
Výše uvedený příklad matematického zápisu:
```
x \in \mathbb{R} \setminus \mathbb{Q}
```

Např. v prostředí Wolfram Alpha funguje jako operátor celočíselného dělení.
```
10\3 = 3
```

V informatice se často používá jako escapovací znak. V některých operačních systémech (MS-DOS, MS Windows) jako oddělovač adresářů v cestě.
Příklad:
```
c:\Windows\System32
```

Cesty začínající \\ mohou odkazovat na místa v síti nebo nasdílené diskové/paměťové jednotky v počítači.
V regulárních výrazech zpětné lomítko definuje třídu znaků (např. \w zastupuje znaky, které jsou součástí slova), zpětné reference, a další.
V programovacích jazycích:
- v jazyce C (programovací jazyk), C++, PHP, JavaScript, … escapuje uvozovky a zpětná lomítka uvnitř řetězců
- v jazyce PHP odděluje jmenný prostor tříd, rozhranní, …
- v jazyce BASIC se používá pro integrovou množinu.[zdroj⁠?!] V některých verzích BASICu zpětné lomítko slouží pro spojení řádků víceřádkového příkazu.